# Andrew Hulshult
Andrew Hulshult (ur. 14 lutego 1988) – amerykański kompozytor tworzący muzykę na potrzeby gier komputerowych oraz projektant dźwięku. Jest najbardziej znany ze swojej pracy dla 3D Realms, tworzył dla wielu strzelanek pierwszoosobowych takich jak Dusk, Quake Champions oraz Doom Eternal.

## Kariera
Dorastał w Dallas, gdzie jego rodzina przeniosła się, kiedy był dzieckiem. Rozpoczął karierę od prac nad udźwiękowieniem remake'u gry Duke Nukem 3D, który ostatecznie został anulowany. CEO studia Interceptor Entertainment Frederik Schreiber poszukując heavymetalowego dźwiękowca dla swojej gry opisał próbki przesłane przez Hulshulta za najlepsze, jakie do tej pory otrzymał. Współpraca ta doprowadziła do utworzenia przez Hulshulta ścieżki dźwiękowej do remake'u Rise of the Triad z 2013 roku. Po połączeniu studia Interceptor z 3D Realms kontynuował on swoją prace tworząc udźwiękowienie dla takich gier jak Bombshell i Rad Rodgers.
Niezależnie od pracy w studiu twórca wykonał remake'i utworów z klasycznych gier komputerowych takich jak Quake II oraz Doom. Remake dla tego ostatniego został wykorzystany w modyfikacji gry o nazwie Brutal Doom autorstwa Marcosa „Sergeant_Mark_IV” Abenante. Mod ten wygrał nagrodę w kategorii „fanowska twórczość roku” na IGN SXSW Gaming Awards w 2017 roku. Hulshuth odebrał wtedy nagrodę zamiast Marcosa, który nie mógł uczestniczyć w gali osobiście.
Kontynuował on również współpracę z Dave’em Oshrym, nowym CEO studia New Blood Interactive, nad Rise of the Triad. Wydało ono gry Dusk oraz Amid Evil, obydwie zawierające ścieżki dźwiękowe skomponowane przez Hulshulta.
W lipcu 2018 roku Bethesda ogłosiła, iż nowa ścieżka dźwiękowa dla Quake Champions została wykonana przez metalowego wikinga Andrew Hulshulta. Aktualizacja została opublikowana kilka tygodni później.
W listopadzie 2018 roku została zapowiedziana gra indie Prodeus, a do marca 2019 roku trwała zbiórka w serwisie Kickstarter utworzona przez Hulshulta w celu zebrania środków na udźwiękowienie produkcji.
W wywiadzie z sierpnia 2020 roku z Bethesda Germany dyrektorzy produkcji gry Doom Eternal Marty Stratton i Hugo Martin ujawnili, że wybrali lokalnych artystów z Teksasu Andrew Hulshulta oraz Davida Levy'ego na kompozytorów muzycznych dla dodatku The Ancient Gods, przy czym Hulshult był bardzo często wskazywany przez fanów gry jako właściwa ku temu osoba. Artysta potwierdził tę decyzję.

## Dorobek artystyczny
| Rok  | Tytuł                               | Uwagi                                                             |
| ---- | ----------------------------------- | ----------------------------------------------------------------- |
| 2011 | Duke Nukem 3D: Reloaded (anulowany) | z Marcinem Przybyłowiczem                                         |
| 2013 | Rise of the Triad                   | aranżowane z Robertem Princem oraz ścieżką dźwiękową Lee Jacksona |
| 2014 | 3D Realms Anthology                 | aranżacje utworów z wielu gier 3D Realms                          |
| 2016 | Brutal Doom                         | nieoficjalny dodatek                                              |
| 2016 | Bombshell                           |                                                                   |
| 2018 | Rad Rodgers                         |                                                                   |
| 2018 | Dusk                                |                                                                   |
| 2018 | Quake Champions                     | z Chrisem Vrenną                                                  |
| 2019 | Amid Evil                           |                                                                   |
| 2020 | Wrath: Aeon of Ruin                 | z Bjørnem Jacobsenem                                              |
| 2020 | Prodeus                             | z Jamesem Paddockiem                                              |
| 2020 | Nightmare Reaper                    |                                                                   |
| 2020 | Doom Eternal                        | dodatek The Ancient Gods: Part One, wraz z Davidem Levy           |